# NGC 489
NGC 489 (również PGC 4957 lub UGC 908) – galaktyka spiralna (S?), znajdująca się w gwiazdozbiorze Ryb. Odkrył ją Heinrich Louis d’Arrest 22 grudnia 1862 roku.